# Eviota abax
Eviota abax, tên thông thường là sand-table dwarfgoby, là một loài cá biển thuộc chi Eviota trong họ Cá bống trắng. Loài này được mô tả lần đầu tiên vào năm 1901.

## Từ nguyên
Trong tiếng Latinh, từ abax trong danh pháp của E. abax có nghĩa là "bàn tính", có lẽ ám chỉ vảy của loài cá này có viền sẫm, trông giống như một cái bàn tính.

## Phạm vi phân bố và môi trường sống
E. abax là một loài đặc hữu của vùng biển phía nam Nhật Bản, bao gồm cả hai quần đảo Ryukyu và quần đảo Ogasawara. Loài cá này cũng đã được tìm thấy ở vùng biển phía đông đảo Đài Loan. Các mẫu vật được thu thập gần các rạn san hô và đá ngầm ở độ sâu khoảng 2 m trở lại.

## Mô tả
Chiều dài cơ thể tối đa được ghi nhận ở E. abax là gần 5 cm.

## Sinh thái học
E. abax sử dụng những khe, hốc trên đá hoặc vỏ hàu rỗng để làm tổ. Vào mùa sinh sản, cá đực tìm cách để đến gần nơi ở của cá cái, thực hiện những màn tán tỉnh rồi dẫn cá cái đến tổ của nó. E. abax cái có thể cho ra đời 250 đến 350 trứng mỗi lứa. Sau khi đẻ trứng, cá cái quay về tổ riêng của nó, để lại trứng cho cá đực chăm sóc. Trong khi canh giữ trứng, cá đực thường tỏ ra hung hăn với những loài vật đến gần tổ của mình. Những con đực của loài E. abax vệ sinh những quả trứng bằng miệng và thông khí cho chúng bằng vây ngực và đuôi. Trứng sẽ nở thành cá bột khoảng 5 ngày sau đó.